# Sakot
Sakot (en népalais : सकोट) est un comité de développement villageois du Népal situé dans le district d'Achham. Au recensement de 2011, il comptait 6 655 habitants.